# William Plunket, 5. Baron Plunket

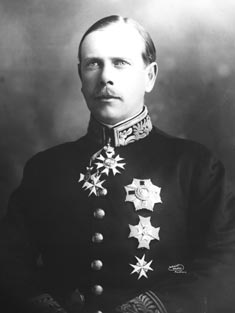
William Plunket, 5. Baron Plunket

William Lee Plunket, 5. Baron Plunket, GCMG, KCVO, KBE (* 19. Dezember 1864 in Dublin, Irland; † 24. Januar 1920 in London) war britischer Diplomat und Verwaltungsbeamter. Von 1904 bis 1910 war Plunket Gouverneur von Neuseeland.

## Herkunft und Ausbildung
Er wurde in Dublin geboren, besuchte die Harrow School und studierte am Trinity College Dublin. Seine Eltern waren William Plunket, 4. Baron Plunket, der von 1884 bis 1897 Erzbischof von Dublin war, und seiner Frau Anne, Tochter von Benjamin Guinness.

## Leben
Plunket trat in den diplomatischen Dienst ein uns wurde 1889 als Attaché in die britische Botschaft nach Rom geschickt. 1892 wechselte er als Attaché an die Botschaft in Konstantinopel. 1894 zog er sich aus dem diplomatischen Dienst zurück und heiratete Victoria Alexandrina, die jüngste Tochter des 1. Marquess of Dufferin and Ava. Die Hochzeit fand im britischen Konsulat und der Kirche in der Rue d'Aguessau in Paris statt. Das Paar hatte drei Söhne und fünf Töchter. Victoria war Namenspatronin der Plunket Society, einer neuseeländischen Organisation, die die Förderung von Gesundheit und Wohlbefinden von Müttern und Kindern gewidmet ist.
1897 beerbte er seinen Vater als 5. Baron Plunket. 1900 wurde er Privatsekretär des Lord Cadogan, zu dieser Zeit Lord Lieutenant of Ireland. Den gleichen Posten hatte er auch bei dessen Nachfolger, Lord Dudley, inne.

## Gouverneur Neuseelands
Am 20. Juni 1904 wurde Plunket Gouverneur Neuseelands. Zufällig war der Speaker of the New Zealand House of Representatives (Sprecher des Repräsentantenhauses) sein Cousin Arthur Guinness. Er hatte dieses Amt unter den Monarchen Edward VII. und George V. bis zum 8. Juni 1910 inne.
Am 26. September 1907 verkündete Plunket im Repräsentantenhaus den Beschluss zum Übergang der Kolonie Neuseeland zum Dominion. Sein Amtsnachfolger wurde John Dickson-Poynder, 1. Baron Islington. Seine letzte offizielle Aufgabe in Verbindung zu Neuseeland war 1911, als er die Standarte des Dominions anlässlich der Krönung von König George V. trug.
Plunket war Freimaurer. Während seiner Amtszeit als Gouverneur war er Großmeister der Großloge von Neuseeland. Er starb am 24. Januar 1920 im Alter von 55 Jahren in 40 Elvaston Place in London und wurde auf dem Londoner Putney Vale Cemetery beerdigt.

## Auszeichnungen
- 1900 – Commander des Royal Victorian Order
- 1903 – Knight Commander des Royal Victorian Order
- 1905 – Knight Commander des Order of St Michael and St George
- 1910 – Knight Grand Cross des Order of St Michael and St George
- 1918 – Knight Commander des Order of the British Empire[5]

William Plunket ist Namensgeber für den Plunket Point, einen Felssporn im Transantarktischen Gebirge.